# Dżalal ud-Din Firuz Szah
Dżalal ud-Din Firuz Szah (? - 1296), muzułmański władca Sułtanatu Delhijskiego w Indiach, pierwszy z dynastii Chaldżi. Znany również jako Firuz Khalji, pochodził z plemienia Chaldżi, które osiedliło się w dolinach Ghor na terenie dzisiejszego Afganistanu. Przed objęciem tronu służył jako wojskowy i urzędnik pod rządami wcześniejszych sułtanów. W 1290 roku, dzięki poparciu grupy szlachty plemiennej  o przejął władzę jako Dżalal ud-Din Firuz Szah. Podczas krótkiego ale burzliwego okresu panowania zmierzył się z buntem wznieconym przez Malika Chajju, stojącego na czele obalonej dynastii. Po zwycięstwie okazał łaskę buntownikiem co wzbudziło niezadowolenie szlachty i doprowadziło w efekcie do jego śmierci z rąk jego własnego bratanka Ala ud-Dina, który następnie objął panowanie.